# Waunana tulcan
Waunana tulcan là một loài nhện trong họ Pholcidae. Loài này được phát hiện ở Ecuador.